# Arturo Mendoza
Arturo Mendoza (Capital Federal, Buenos Aires, Argentina; 3 de septiembre de 1993) es un futbolista argentino que se desempeña como volante en Argentinos del Nacional B.

## Clubes
Surgió de las divisiones inferiores de Argentinos Juniors.
| Club               | País      | Año  |
| ------------------ | --------- | ---- |
| Argentinos Juniors | Argentina | 2014 |

- Datos: Q20013199